# Мартин, Оливер
Оливер Мартин (англ. Oliver Martin; 15 июня 2008) — американский сноубордист, выступающий во фристайле, двукратный бронзовый призёр чемпионата мира 2025 года. Призёр юношеских Олимпийских игр 2024 года.

## Карьера
Мартин представлял Соединённые Штаты Америки на зимних юношеских Олимпийских играх 2024 года и завоевал серебряную медаль в соревнованиях по биг-эйру, набрав 179,50 балла. Также участвовал в соревнованиях по слоупстайлу, занял пятое место, набрав 82,25 балла.
22 февраля 2025 года Мартин одержал первую победу на этапах Кубка мира по сноуборду.
В 2025 году дебютировал на взрослом чемпионате мира по сноуборду в составе сборной США и сразу же завоевал бронзовую медаль в слоупстайле с результатом 78,98 балла. В дисциплине биг-эйр также стал бронзовым призёром. 

## Результаты на крупнейших соревнованиях

### Чемпионаты мира
| Чемпионат мира | Слоупстайл | Биг-эйр |
| -------------- | ---------- | ------- |
| 2025 Энгадин   | 3          | 3       |